# Sphyraena pinguis
Sphyraena pinguis és un peix teleosti de la família dels esfirènids i de l'ordre dels perciformes.

## Morfologia
Pot arribar als 50 cm de llargària total.

## Distribució geogràfica
Es troba a les costes del nord-oest del Pacífic (des del sud del Japó fins al Mar de la Xina).